# Державний переворот

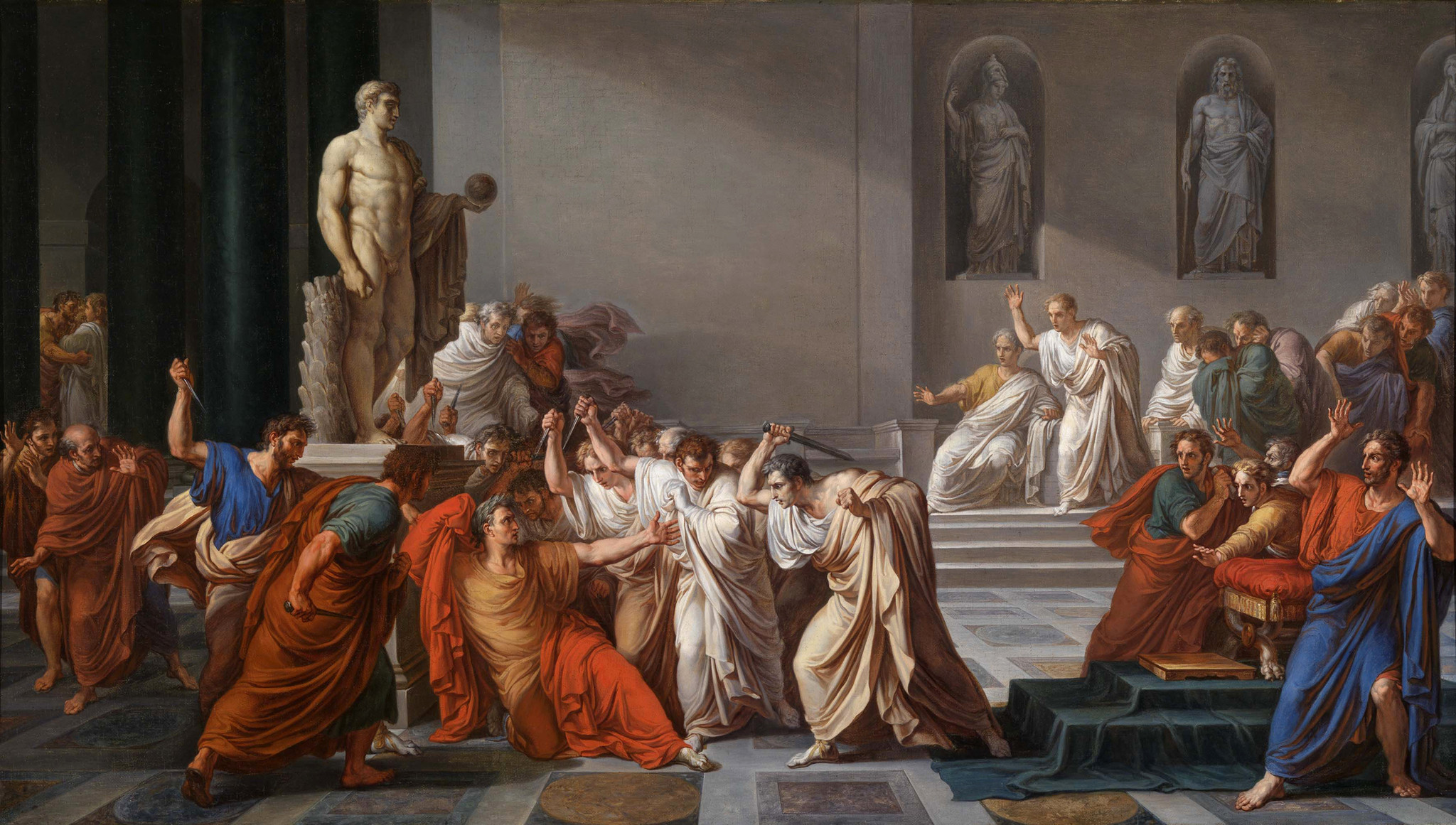
Картина, що зображає убивство Гая Юлія Цезаря

Держа́вний переворо́т (фр. coup d'état (i[ˌkuːdeɪˈtɑː]); у перекладі на англ. stroke of state; також англ. coup, overthrow) — насильницька та неконституційна зміна влади в державі або збройний виступ армії проти державної влади внаслідок таємної змови. Державний переворот, як правило, є зміною при владі однієї фракції правлячої верхівки на іншу. Така зміна влади здійснюється, зазвичай, невеликою групою людей, частіше — але не завжди — військовими і не має підтримки більшості населення.

## Державний переворот
Насильницька та неконституційна зміна влади в державі або збройний виступ армії проти державної влади у результаті таємної змови. Переворот, як правило, є зміною при владі однієї фракції правлячої верхівки на іншу. Така зміна влади здійснюється, зазвичай, невеликою групою людей, частіше — але не завжди — військовими і не має підтримки більшості населення. Державний переворот може здійснюватися під керівництвом однієї або кількох політичних партій, нездатних завоювати владу іншим, демократичним шляхом (себто через вибори).
З огляду етимології «переворот» — це те саме, що й революція (лат. revolutio — поворот, переворот). Однак в політичній історії поняття «революція» застосовують до масштабних і тривалих процесів, що ведуть до глибоких змін в розвитку явищ суспільства, тоді як «переворот» застосовують власне до події зміни влади, що її наслідки не обов'язково є революційними за своїми масштабами або призводять до тріумфу в суспільстві реакційно-консервативних сил. Зазвичай, після перевороту в країні встановлюється диктатура, а іноді розпочинається громадянська війна.

### Відомі державні перевороти
- Термідоріанський переворот (27/28 липня 1794) — державний переворот у Франції, що призвів до повалення якобінської диктатури і встановлення Директорії (1795–1799 роки). На чолі заколотників стояв головнокомандувач республіканської національної гвардії (Поль Баррас).
- Державний переворот Наполеона Бонапарта (10-11 листопада 1799) — державний переворот, що його здійснив у Франції генерал Наполеон Бонапарт за підтримки промислової буржуазії. Переворот встановив режим консульства. Влада перейшла до тимчасового уряду, що складався з трьох консулів (Бонапарт, Сієс, Роже-Дюко).
- Гетьманський переворот (29/30 квітня 1918) — переворот у Києві, внаслідок якого влада в Україні перейшла від Центральної Ради до гетьмана Павла Скоропадського. Влада новоствореної держави отримала фактичну підтримку військ Центральних держав.
- Військовий переворот у Чилі (11 вересня 1973) — державний переворот, внаслідок якого було повалено демократично обрану владу, вбито президента Сальвадора Альєнде та встановлено військову хунту на чолі з генералом Августо Піночетом.

## Палацовий переворот
Палацовий переворот — змова обмеженого кола осіб, наближених до правлячої особи (зазвичай монарха), або командирів гвардійських частин. Історії відомі кілька періодів, що їх можна схарактеризувати як епохи палацових переворотів. У середині III ст. н. е. Римська імперія пережила період «солдатських імператорів», коли за 33 роки, з 235 по 268 рр., на троні змінилося 14 імператорів. В епоху палацових переворотів у Російській імперії за 37 років, з 1725 по 1762 роки, верховні правителі змінювалися п'ять разів, причому майже в кожному випадку в результаті змови.

### Відомі палацові перевороти
- Переворот 1762 року — палацовий переворот у Росії 9 липня 1762, під час якого було скинуто імператора Петра III і на престол зійшла його дружина Катерина II. За тиждень за загадкових обставин скинутий імператор помер.
- Вбивство Павла I (23/24 березня 1801) — вбивство російського імператора в результаті змови за участи гвардійських офіцерів. Новим імператором було проголошено сина Павла, Олександра.
- Усунення від влади Хрущова (14 жовтня 1964) — внутрішній переворот в Політбюро ЦК КПРС, внаслідок якого було звільнено з усіх керівних постів Микиту Хрущова. Місце першого секретаря ЦК КПРС і фактичного керівника СРСР зайняв Леонід Брежнєв.

## Путч
Переворот або заколот, що в ньому керівну та вирішальну роль відіграють військові, називають «військовим переворотом» або «путчем» (від нім. Putsch). Особливою характерністю путчу є те що, на відміну від державного перевороту він проводиться невеликою групою змовників, без підтримки широких соціальних груп. Відповідно, режим, що прийшов до влади за допомогою путчу заведено називати «військовою диктатурою» або «хунтою». У результаті такого захоплення влади політичне управління в країні переходить до військових, що вони запроваджують у країні надзвичайний стан (стан облоги), обмежують громадянські права та свободи, розпочинають репресії проти противників військового режиму. Путч здійснюється шляхом військової змови та в більшості випадків із залученням обмеженого контингенту військ.

### Етимологія
Сучасне німецьке Putsch  значить путч і скоріш за все звуконаслідування слова Pietsch – поштовх, силач. Німецьке  Putsch споріднене англійському дієслову to push — штовхати, рухати.

### Відомі путчі
- Корніловський заколот (25-29 вересня 1917) — невдала спроба російського генерала Лавра Корнілова встановити контрреволюційну диктатуру.
- Каппський заколот (10-17 березня 1920) — спроба консервативних сил Німеччини скинути уряд Веймарської республіки. Свою назву отримав від імен одного з керівників путчистів — юнкера (землевласника) Вольфганга Каппа.
- «Пивний путч» (8-9 листопада 1923) — невдала спроба державного перевороту, що її здійснила організація ветеранів першої світової війни «Кампфбунд» на чолі з Адольфом Гітлером та генералом Еріхом Людендорфом у Мюнхені (Німеччина).
- «Травневий переворот» (12-14 травня 1926) — захоплення влади в Польщі Юзефом Пілсудським, що фактично встановив у країні військову диктатуру.
- «Липневий путч» (25-30 липня 1934) — невдала спроба австрійських націонал-соціалістів за допомогою членів німецької СС скинути уряд австрофашистів.
- Змова 20 липня (1944) — заколот групи німецьких офіцерів і аристократів з метою усунути від влади Адольфа Гітлера. Безпосереднім виконавцем вбивства фюрера мав стати полковник граф Клаус Шенк фон Штауффенберґ.
- «Травнева криза» (13-29 травня 1958) — спроба військового перевороту французького генерала Рауля Салана під час Алжирської війни.
- «Путч генералів» (22-25 квітня 1961) — остання, невдала спроба французьких військових в Алжирі зупинити рух до незалежності цієї країни. На чолі заколотників стояли генерали Едмон Жуо, Моріс Шалль, Рауль Салан та Андре Зеллер.
- «Серпневий путч» (19-21 серпня 1991) — спроба державного перевороту в СРСР, коли самопроголошений Державний комітет з надзвичайного стану (ДКНС) намагався усунути від влади президента СРСР Михайла Горбачова.